# Lee Joong-ok
Lee Joong-ok (en hangul, 이중옥; nacido el 12 de abril de 1979) es un actor surcoreano.

## Vida personal
Estudió para convertirse en diseñador web después de graduarse en la escuela secundaria, pero abandonó los estudios debido a problemas económicos por los que pasó su familia a raíz de la crisis financiera asiática iniciada en 1997. Diez años después ingresó tardíamente a la universidad de Daegu, en la promoción de 2008, y se especializó en actuación.
En la elección de su carrera le ayudaron los antecedentes familiares: en efecto, es sobrino del director Lee Chang-dong, aunque este, según el propio actor, no interviene en absoluto en su carrera y ni siquiera le da consejos o juicios sobre sus actuaciones. Sí apareció en una de las películas de su tío, Burning, pero accedió al papel tras una audición y no por lazos familiares. Está casado desde noviembre de 2015, y fue su mujer quien le animó a presentarse a las audiciones para The Drug King, donde obtuvo un papel que supuso un paso muy importante en su carrera.

## Carrera
Debutó a los 19 años en la obra teatral 돼지사냥 [Caza de cerdos], en 2000. Pasó los primeros años de su carrera en este medio, y fue miembro durante largo tiempo de la compañía teatral Chaimu, por donde pasaron actores como Song Kang-ho, Moon So-ri y Lee Sung-min. Precisamente este último le sirvió de mentor en esa época y le ayudó a afrontar el paso de los escenarios al set cinematográfico, donde al principio no se encontraba cómodo. En 2007 se dio a conocer para el público de este ámbito con Secret Sunshine. Desde entonces ha aparecido en películas como The Drug King, Extreme Job, Hitman: Agent Jun y Stellar, como actor de reparto en papeles grandes o pequeños, y se ha forjado una sólida reputación como «ladrón de escenas». Su mayor presencia en cine y televisión no implica que haya abandonado el teatro, donde sigue trabajando no solo como actor sino también como director.
El 28 de septiembre de 2017 firmó un contrato de representación exclusiva con la agencia Jikim Entertainment.En televisión, tras algunos pequeños papeles en episodios sueltos (por ejemplo en Six Flying Dragons), en 2019 ganó reconocimiento popular gracias a su aparición como protagonista en Strangers from Hell (OCN), cuando pudo notar que con respecto al cine el impacto de una serie se prolonga más en el tiempo. Durante el rodaje de sus diez episodios pudo contar con la ayuda y los consejos de su experta compañera de reparto Lee Jung-eun. Lee se mostró orgulloso de su papel del poco convencional asesino Hong Nam-bok, y notaba que la gente incluso le rehuía por la calle. De hecho, uno de los motivos por los que se le dio el papel fue por su gran parecido con el personaje del webtoon en el que se basa la serie; hecho que, según declaraba el actor, no dejaba de incomodarlo. Por otra parte, 2019 fue también el año de Extreme Job, que superó los dieciséis millones de espectadores, por lo que en conjunto fue un gran año para la carrera de Lee.
Su primer papel protagonista en cine llegó en 2022 con el filme de suspenso Paroho, con un personaje de complejo perfil psicológico, Do-woo. Es un hombre que dirige un motel junto a su anciana madre, que sufre demencia, y que debe afrontar la desconfianza del pueblo cuando ella desaparece misteriosamente. Por su trabajo en esta obra recibió el premio al mejor actor en los Premios Wildflower Film de 2023.
A lo largo de su carrera se ha encontrado frecuentemente interpretando a villanos, tanto en cine como en televisión. Uno de los más recordados es el ya mencionado Hong Nam-bok de Strangers from Hell (OCN, 2019). Pero con el tiempo ha dado muestras de su versatilidad encarnando papeles muy diversos de ese modelo, en particular cómicos: reveló su aptitud para la comedia con su breve pero hilarante aparición en la ya mencionada Extreme Job, donde es el narcotraficante Hwan-dong. Otros personajes de este mismo registro fueron el de Foreman en Hitman: Agent Jun (2020) y Deok-sam en el drama en dos partes I Hate Pork Cutlet (MBC, 2024), papel que fue recibido con críticas muy favorables. En otro lado de su espectro de personajes están los de un padrastro y un padre preocupados por sus hijos respectivamente en El naufragio de una diva (tvN, 2023) y en La paradoja del asesino (Netflix, 2024).
En 2024 volvió sin embargo a un personaje de villano, en este caso un delincuente sexual que planea nuevos crímenes tras salir de prisión, y pese a ser controlado con una tobillera electrónica, en la comedia de acción Agente cinturón negro (Netflix).

## Filmografía

### Cine
| Año  | Título                    | Hangul                      | Papel                               | Notas                     | Ref.                 |
| ---- | ------------------------- | --------------------------- | ----------------------------------- | ------------------------- | -------------------- |
| 2007 | Secret Sunshine           | 밀양                        | Empleado de Hope House              |                           | [ 18 ]               |
| 2008 | Santamaria                | 잘못된 만남                 | Empleado del lugar de consagración  |                           |                      |
| 2011 | El gato                   | 고양이: 죽음을보는 두개의눈 | Jefe Lee                            |                           | [ 19 ]               |
| 2014 | See, Beethoven            | 씨, 베토벤                  | Hombre omitido                      |                           |                      |
| 2014 | Broken                    | 방황하는 칼날               | Jefe de sección de Sang Hyun        |                           | [ 18 ]               |
| 2015 | The Umbilical Cord        |                             | Terapeuta Psicólogo                 |                           |                      |
| 2016 | 4th Place                 | 4등                         | Administrador Kim                   |                           |                      |
| 2016 | Train to Busan            | 부산행                      | Hombre con ropa occidental          |                           | [ 9 ]                |
| 2018 | Burning                   | 버닝                        | Patrullero                          |                           | [ 20 ]               |
| 2018 | The Drug King             | 마약왕                      | Yoon Kang-shik                      |                           | [ 1 ] [ 9 ]          |
| 2019 | Extreme Job               | 극한직업                    | Hwan-dong                           |                           | [ 21 ] [ 9 ]         |
| 2019 | Forbidden Dream           | 천문: 하늘에 묻는다         | Juez                                |                           | [ 21 ] [ 22 ]        |
| 2020 | Hitman: Agent Jun         | 히트맨                      | Foreman                             |                           | [ 23 ] [ 13 ]        |
| 2021 | Brave Citizen             | 용감한 시민                 | Seo Sang-woo                        |                           | [ 24 ]               |
| 2021 | Happy New Year            | 해피 뉴 이어                | Director ejecutivo del Hotel Emross |                           | [ 25 ] [ 26 ] [ 27 ] |
| 2022 | Stellar                   | 스텔라                      | Asistente de Seo                    |                           | [ 28 ]               |
| 2022 | Paroho                    | 파로호                      | Do-woo                              | Primer papel protagonista | [ 5 ] [ 11 ] [ 29 ]  |
| 2022 | Come Back Home            | 컴백홈                      | Jun-cheol                           |                           | [ 30 ] [ 31 ]        |
| 2024 | Spring Garden             | 늘봄가든                    | Detective Nam                       |                           | [ 32 ] [ 33 ]        |
| 2024 | Agente cinturón negro     | 무도실무관                  | Han Byung-soon                      | Película de Netflix       | [ 17 ]               |
| —    | Only God Knows Everything | 온리 갓 노우즈 에브리띵     |                                     |                           | [ 34 ]               |

### Series de televisión
| Año     | Título                          | Papel                                         | Canal        | Notas                                | Ref.                 |
| ------- | ------------------------------- | --------------------------------------------- | ------------ | ------------------------------------ | -------------------- |
| 2015    | Six Flying Dragons              | Guerrero                                      | SBS          |                                      | [ 9 ]                |
| 2018    | Sketch                          | Seo Sang-goo                                  | JTBC         |                                      |                      |
| 2018    | Ping Pong Ball                  | Detective                                     |              |                                      |                      |
| 2018    | The Guest                       | Choi Min-sang                                 | OCN          |                                      | [ 1 ]                |
| 2019    | Watcher                         | Amigo de Jae Shik                             | OCN          |                                      | [ 35 ]               |
| 2019    | Strangers from Hell             | Hong Nam-bok                                  | OCN          |                                      | [ 4 ] [ 36 ] [ 37 ]  |
| 2020    | The Cursed                      | Chun Joo-bong                                 | tvN          |                                      | [ 38 ] [ 39 ] [ 40 ] |
| 2020    | ¡Hola y adiós, mamá!            | Ji Park-ryeong                                | tvN          | Aparición especial, ep. 1 y 10       | [ 41 ]               |
| 2020    | Zombie detective                | Wang Wey                                      | KBS2         |                                      | [ 42 ]               |
| 2021    | L.U.C.A.: The Beginning         | Kim Hwang-sik                                 | tvN          |                                      | [ 27 ]               |
| 2021    | D.P.                            | Propietario de sauna                          | Netflix      | Serie web                            | [ 43 ] [ 44 ]        |
| 2021    | Mine                            | Kim Seong-Tae                                 | tvN          |                                      | [ 45 ] [ 46 ]        |
| 2022    | Veinticinco, veintiuno          | Entrenador de Hee-do en la escuela secundaria | tvN          |                                      |                      |
| 2022    | Unicorn                         | Kwak Seong-beom                               | Coupang Play | Serie web                            | [ 47 ]               |
| 2022    | The Good Detective 2            | Jang Ki-jin                                   | JTBC         |                                      | [ 48 ] [ 49 ]        |
| 2022-23 | La gloria                       | Tae-wook                                      | Netflix      | Serie web                            | [ 50 ] [ 51 ]        |
| 2023    | Nam-soon, una chica superfuerte | Kim Nam-gil                                   | JTBC         |                                      | [ 52 ]               |
| 2023    | Sabuesos                        | Un borracho                                   | Netflix      | Serie web, aparición especial, ep. 1 | [ 53 ]               |
| 2023    | El naufragio de una diva        | Kang Sang-du / Lee Uk                         | tvN          |                                      | [ 54 ] [ 14 ]        |
| 2024    | La paradoja del asesino         | Kang Sang-muk                                 | Netflix      | Serie web                            | [ 55 ] [ 15 ]        |
| 2024    | I Hate Pork Cutlet              | Deok-sam                                      | MBC          | Drama en dos partes                  | [ 56 ] [ 16 ]        |
| 2024    | The Auditors                    | Park Jae-wan                                  | tvN          | Aparición especial, ep. 6-8          | [ 57 ] [ 58 ]        |
| 2024    | No hay amor desinteresado       | Kim Nam-gil                                   | tvN          | Aparición especial, ep. 3            | [ 32 ] [ 59 ]        |
| 2024    | The Judge from Hell             | Jae-hyun                                      | SBS          |                                      | [ 60 ] [ 61 ]        |
| 2025    | Otro brindis para el amor       | Padre de Ki-bum                               | tvN          |                                      | [ 62 ] [ 63 ]        |

## Otras actividades

### Variedades televisivas
| Año  | Título     | Función             | Canal | Notas                                                    | Ref.                 |
| ---- | ---------- | ------------------- | ----- | -------------------------------------------------------- | -------------------- |
| 2022 | A Cappella | Miembro del reparto | MBC   | Programa de entretenimiento musical; desde el 2 de junio | [ 64 ] [ 65 ] [ 66 ] |

## Premios y nominaciones
| Año  | Premios                          | Categoría   | Papel  | Resultado | Ref.   |
| ---- | -------------------------------- | ----------- | ------ | --------- | ------ |
| 2008 | 25.º Festival de Teatro de Daegu | Mejor actor | —      | Ganador   |        |
| 2023 | Wildflower Film                  | Mejor actor | Paroho | Ganador   | [ 12 ] |